# Gait L. Berk

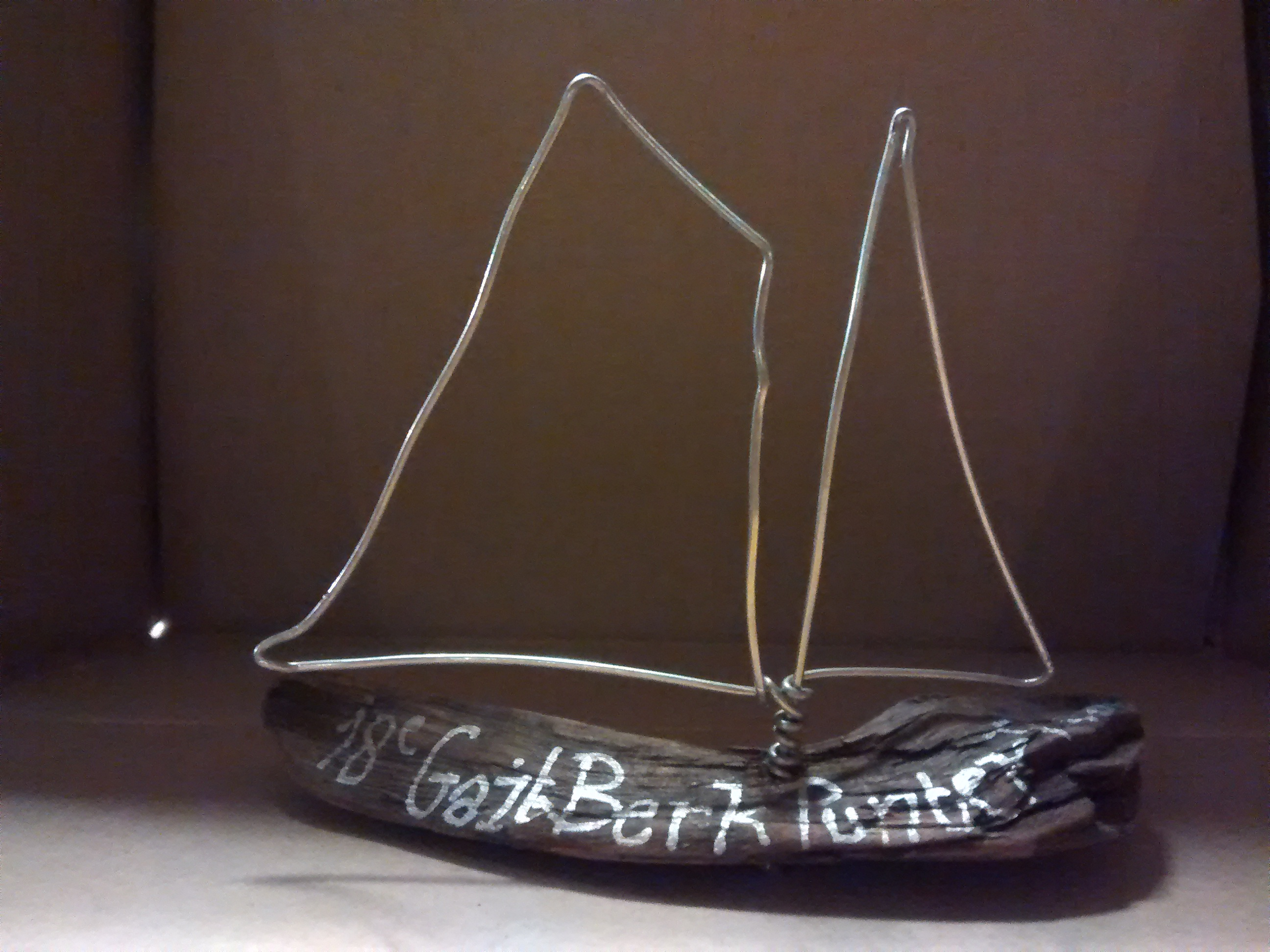
Het aandenken van de 18e Gait Berk Punterrace uit 2015 dat de deelnemers na afloop ontvingen

Gerhard Lambert "Gait" Berk (Kampen, 3 april 1927 – aldaar, 17 april 2006) was een Nederlandse schrijver en cineast. Hij schreef en maakte films over onder andere zijn geboortestad Kampen, natuur en de oude boten, en dan met name de punter.

## Levensloop
Gait Berk werd geboren als zoon van Jan Berk en Jeannete Waanders. Jan Berk was directeur van de pannenfabriek Berk Kampen. In Zijn boek "Een Jeugd in de IJsseldelta" vertelt Gait over omzwervingen in het gebied rond Kampen met de punters van zijn vader en dan met name de Zwarte Beer. Ook beschrijft hij de ontmoeting met zijn lerares Klassieke talen, de dichteres Ida Gerhardt, met wie hij de liefde voor de natuur deelde.
Hij studeerde in Amsterdam, biologie en psychologie, maar raakte verzeild in de filmwereld. Hij was assistent van Bert Haanstra bij het maken van de film MP. Als regisseur maakt hij films als Dag, Bloemkamp (over een bejaardentehuis in Bolsward), Morgen, Een huis in Friesland en Het Puntermaken.
Hij trouwde met Koot Peerenboom en vestigde zich in Nederhorst den Berg. Ons Bomenland werd een van zijn bekendste boeken. Dit onderwerp lag tamelijk voor de hand met zijn achternaam en dat van zijn vrouw vond hijzelf. Een ander boek van zijn hand was De Punter waarin hij zijn liefde voor dit type boot resulteert in een uitvoerige beschrijving van de typen, eigenschappen, gebruik en bouw van de punter. Gait Berk is medeoprichter van het blad Spiegel der Zeilvaart.
Hij vestigde zich later in zijn geboortestad Kampen. Over de stad verscheen aan het einde van zijn leven, toen hij al gekweld werd door de ziekte van Parkinson nog het boekje Dierbaar Kampen. De Gait Berk punterrace, die voor 2007 werd georganiseerd onder de naam IJsseldelta punterrace, is na het overlijden van Berk naar hem vernoemd.
- International Standard Name Identifier: 0000 0000 2193 7231
- Library of Congress Control Number: n79065732
- Nederlandse Thesaurus van Auteursnamen: 071210091
- Virtual International Authority File: 75127285
- WorldCat: E39PBJf8qkrhb7PkkByk49Dwmd